# Otterbein (Indiana)
Otterbein es un pueblo ubicado en el condado de Benton en el estado estadounidense de Indiana. En el Censo de 2010 tenía una población de 1262 habitantes y una densidad poblacional de 797,48 personas por km².

## Geografía
Otterbein se encuentra ubicado en las coordenadas 40°29′19″N 87°5′37″O / 40.48861, -87.09361. Según la Oficina del Censo de los Estados Unidos, Otterbein tiene una superficie total de 1.58 km², de la cual 1.58 km² corresponden a tierra firme y (0%) 0 km² es agua.

## Demografía
Según el censo de 2010, había 1262 personas residiendo en Otterbein. La densidad de población era de 797,48 hab./km². De los 1262 habitantes, Otterbein estaba compuesto por el 96.83% blancos, el 0.71% eran afroamericanos, el 0.32% eran amerindios, el 0.08% eran asiáticos, el 0.08% eran isleños del Pacífico, el 0.79% eran de otras razas y el 1.19% pertenecían a dos o más razas. Del total de la población el 3.09% eran hispanos o latinos de cualquier raza.